# 1366 Piccolo
För andra betydelser, se Piccolo (olika betydelser).
1366 Piccolo eller 1932 WA är en asteroid i huvudbältet som upptäcktes 29 november 1932 av den belgiske astronomen Eugène Joseph Delporte i Uccle. Det har fått sitt namn efter Auguste Cauvins smeknamn.
Asteroiden har en diameter på ungefär 27 kilometer.